# Duc de Conegliano

Armes de Bon Adrien Jeannot de Moncey, 1er duc de Conegliano, maréchal de l'Empire.

Le titre de duc de Conegliano et de l'Empire fut créé le 2 juillet 1808 par Napoléon Ier au profit de Bon-Adrien Jeannot de Moncey, maréchal d'Empire.

## Histoire
Le titre de duc de Conegliano fait référence à Conegliano, ville italienne de la province de Trévise, en Vénétie. Au cours de la campagne d'Italie (1799-1800), Moncey s'illustra dans cette région vénétienne.
Le premier duc fut élevé à la pairie lors de la Première Restauration le 4 juin 1814.
Jeannot de Moncey, à la suite de son refus de présider le conseil de guerre chargé de juger le Maréchal Ney, fut déchu de son  titre en 1815. Il fut réintégré dans le titre de son duché le 5 mars 1816.
L'unique fils de Jeannot de Moncey, Bon Marie (9 novembre 1792 - Moncey ✝ 25 décembre 1817 - Valence (Drôme)), « comte » de Moncey, page de l'Empereur, colonel du 3e hussards (1814), se tua en décembre 1817 de la manière la plus déplorable : en sautant un fossé, la secousse fit partir la détente, et le coup lui fracassa la tête. 
Le 28 décembre 1825, en substitution du titre de son beau-père, une ordonnance de Charles X fit de Alphonse Duchesne de Gillevoisin l'héritier du vivant de son beau-père :

« Charles, etc.
Nous avons ordonné et ordonnons ce qui suit:
Les rang, titre et qualité de pair du royaume qu'il nous a plu d'accorder à notre cousin le maréchal-duc de Conégliano seront transmis héréditairement au sieur Duchesne de Gillevoisin, baron de Conégliano (Alphonse Auguste), gendre dudit duc de Conégliano, pour en jouir, lui et sa descendance mâle, naturelle et légitime, dans le cas où le titulaire actuel viendrait à décéder sans postérité mâle, naturelle et légitime. »

Le titre s'est éteint en 1901 à la mort Adrien Duchesne de Gillevoisin, 3e duc de Conegliano. Le petit-fils de ce dernier, Antoine Bon Jacques Alfred de Gramont-Moncey de Conegliano (29 mai 1889 - Paris ✝ 12 novembre 1971 - Lhomme (Sarthe)), duc de Lesparre, député de la Sarthe, fut autorisé par décret du 11 août 1913 à relever le nom de Moncey de Conegliano, néanmoins, conformément aux lois de la République française, le titre de duc de Conegliano ne put être relevé.

## Liste chronologique des ducs de Conegliano
1. 1808-1842 : Bon Adrien Jeannot de Moncey (1754-1842), 1er duc de Conegliano.
2. 1842-1878 : Alphonse Duchesne de Gillevoisin (1798-1878), 2e duc de Conegliano, gendre du précédent ;
3. 1878-1901 Adrien Duchesne de Gillevoisin (1825-1901), 3e duc de Conegliano, fils du précédent.